# Lutherkirche (Mannheim)

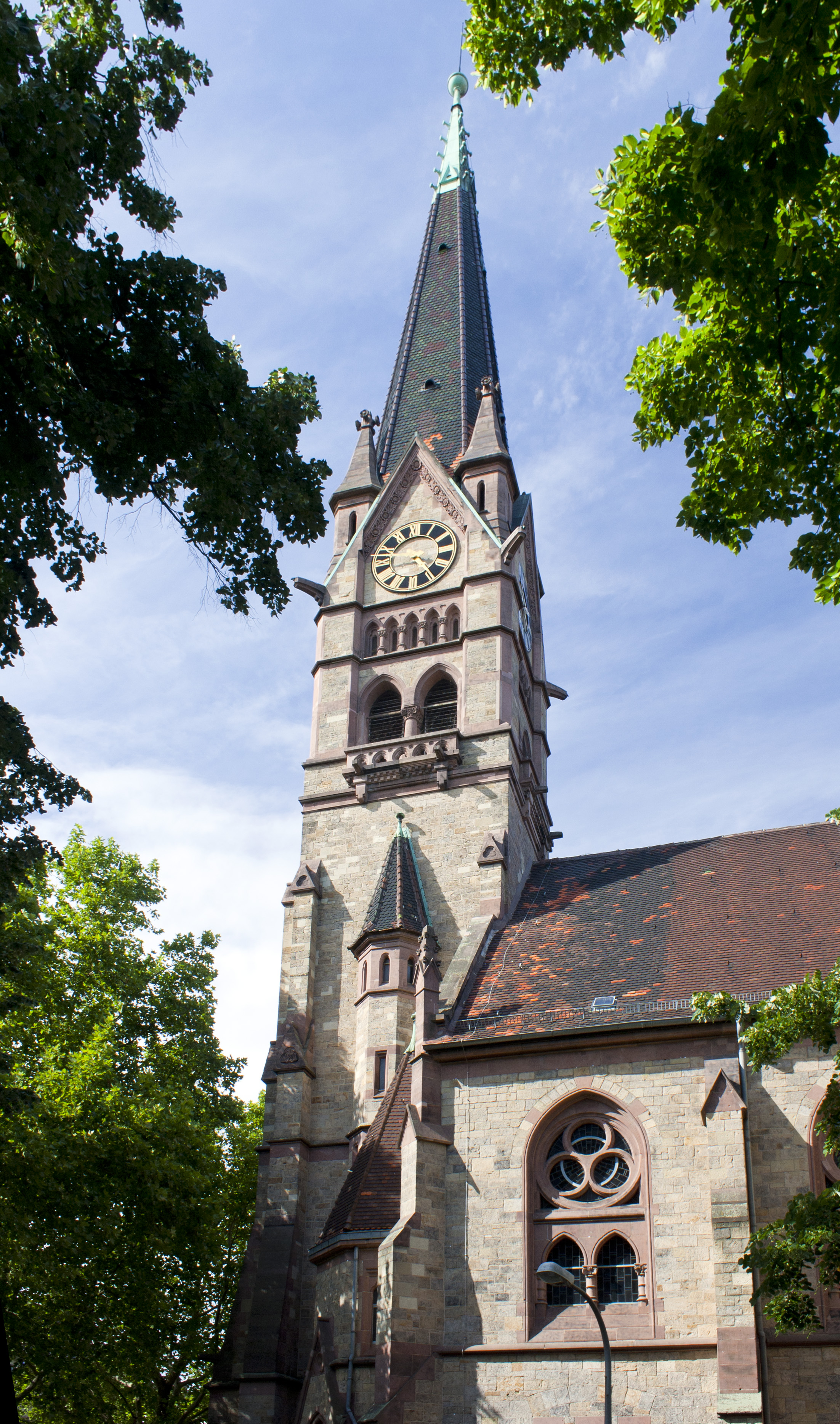
Lutherkirche

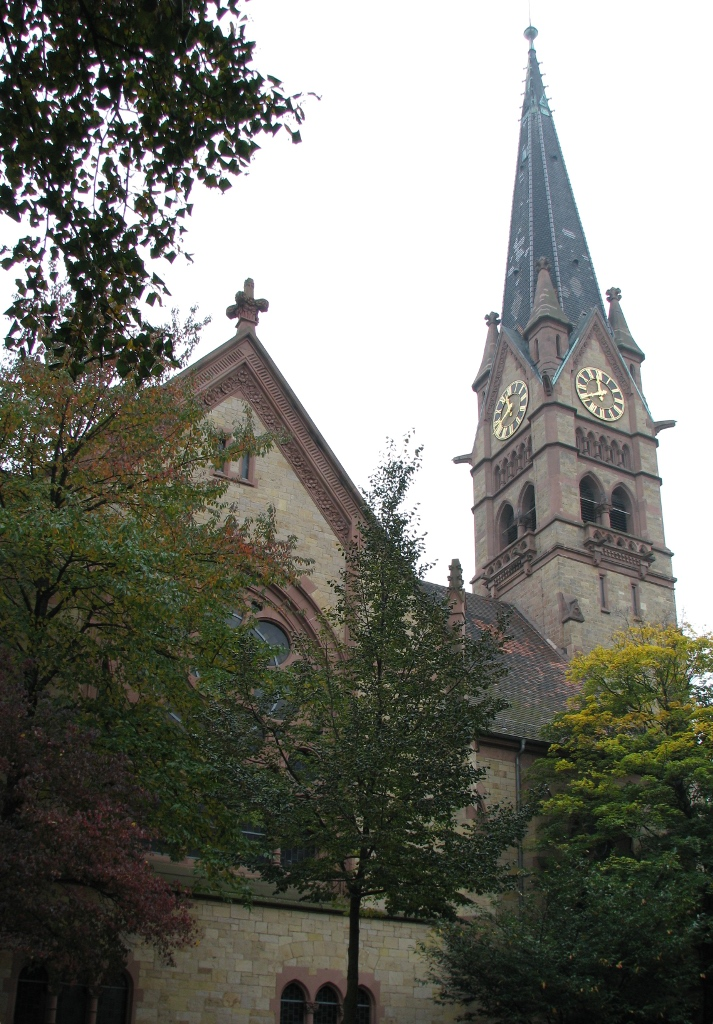
Querhaus und Turm

Die Lutherkirche ist eine evangelische Kirche im Mannheimer Stadtteil Neckarstadt-West. Sie wurde zwischen 1904 und 1906 im neugotischen Stil nach den Plänen von Emil Döring erbaut. Nach Umbauten im Innenraum wird sie seit 2010 als „Diakoniekirche Plus“ genutzt.

## Geschichte
Ab der zweiten Hälfte des 19. Jahrhunderts begann die Wohnbebauung der Neckarstadt. 1871 hatte sie etwa 850 evangelische Einwohner. Für die seelsorgerliche Betreuung waren die Pfarrer der Innenstadt zuständig, bis 1875 ein Vikariat eingerichtet wurde. Am 10. November 1883, dem 400. Geburtstag Martin Luthers, wurde der Grundstein für die erste, vom Architekten Hermann Behaghel entworfene, Lutherkirche in der Neckarstadt gelegt, die auf den Tag genau ein Jahr später eingeweiht werden konnte. 1888 wurde eine eigene Pfarrstelle eingerichtet. Die Kirche hatte etwa 500 Sitzplätze und war daher wegen des zu dieser Zeit rasanten Bevölkerungsanstiegs bald zu klein. Im Jahr 1900 lebten in der Neckarstadt bereits 7.950 Evangelische. Zwischen 1904 und 1906 wurde die heutige Lutherkirche erbaut. An der Einweihung am 25. März nahm der badische Großherzog Friedrich teil. Die alte Kirche wurde abgebrochen und fand als Baumaterial Verwendung für die Pauluskirche im Stadtteil Waldhof.
Die Einwohnerzahl stieg auch in der Folge an, 1910 hatte die Neckarstadt 20.259 evangelische Einwohner, so dass im Laufe der Zeit weitere Kirchen gebaut und Pfarrbezirke abgetrennt wurden: Melanchthonkirche, Kreuzkirche, Paul-Gerhardt-Kirche und Herzogenried. Im Zweiten Weltkrieg wurde die Lutherkirche schwer beschädigt und das Dach brannte aus. Bis 1953 wurde die Kirche unter der Leitung von Max Schmechel wiederaufgebaut. Im letzten Drittel des 20. Jahrhunderts nahm die Zahl der Kirchenmitglieder in der Neckarstadt stark ab. 2009 wurde für die Gemeinden Luther, Melanchthon, Kreuz und Herzogenried ein Gruppenpfarramt gebildet. Im selben Jahr begann der Umbau der Lutherkirche zur „Diakoniekirche Plus“.

## Beschreibung

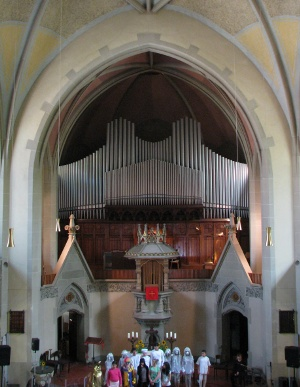
Innenraum

Die Lutherkirche steht auf einem spitzwinkligen Grundstück am Südrand von Neckarstadt-West am Neckarufer. Erste Planungen hatten auf dieser Höhe die zweite Mannheimer Neckarbrücke vorgesehen, so dass man beim Überqueren der Brücke direkt auf die Kirche mit ihrem 63 Meter hohen Turm geschaut hätte. Die Jungbuschbrücke wurde dann aber etwas weiter westlich gebaut. Die Lutherkirche hat ein Langhaus mit Querschiff und polygonalem Chor. Das Äußere wird dominiert von der Einturmfassade. Als Baumaterial kam gelber Sandstein und zur Gliederung roter Werkstein zum Einsatz. Über dem Eingangsportal befindet sich ein der Lutherrose nachempfundenes Rosettenfenster und darüber eine Martin-Luther-Statue aus Bronze, einer Nachbildung des Lutherdenkmals in Worms. Auch das Querhaus hat große Rosettenfenster.
Der Innenraum wurde nach den Grundsätzen des Wiesbadener Programms gestaltet, das heißt, Kanzel, Altar, Orgel und Sängerempore sind als Einheit am Ende der Mittelachse angeordnet. An den Seiten befinden sich weitere Emporen, deren Brüstungen mit ornamentalem Fries geschmückt sind. Überdeckt ist der Innenraum mit Kreuzgewölben. Die Orgel baute 1906 Heinrich Voit. Sie hat 40 Register und 2.247 Pfeifen.

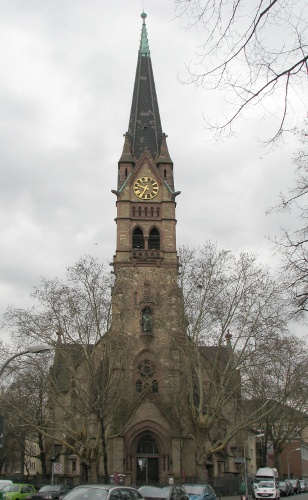
Frontansicht
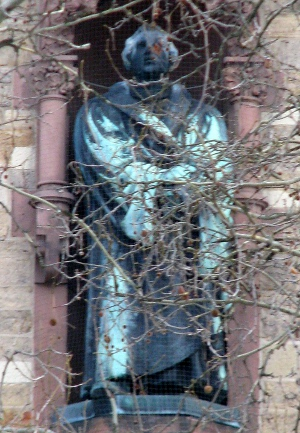
Martin-Luther-Statue
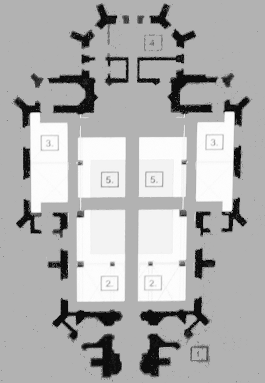
Grundriss

Die 2009 begonnene Umgestaltung der Lutherkirche sieht zwei Bauphasen vor. Im ersten Schritt wurden bis 2010 die Seitenemporen mit Glaswänden abgetrennt, so dass vier Beratungsräume entstanden. Unter der Hauptempore wurde ein Kirchencafé eingerichtet. Darüber soll in der zweiten Phase ein Gemeinderaum entstehen, der auch als Winterkirche genutzt werden kann.
Seit dem 9. Juli 2017 erklingt nach längerer Zeit des Schweigens wieder vollständig das sanierte vierstimmige Geläute der Lutherkirche mit der Schlagtonfolge c´-es´-g´-b´.